# Russell Kirk
Russell Kirk (Plymouth, 19 ottobre 1918 – Mecosta, 29 aprile 1994) è stato un politologo, filosofo, critico letterario e scrittore statunitense.
È generalmente riconosciuto come uno dei principali teorici del conservatorismo americano ed è altrettanto nota la sua vasta influenza sul movimento politico conservatore statunitense. Il suo libro The Conservative Mind, del 1953, diede un volto all'allora amorfo movimento conservatore, tracciando lo sviluppo di questo pensiero politico nella tradizione anglo-americana, valorizzando le opere di Edmund Burke, in particolare. Kirk è altresì famoso per essere il principale esponente del tradizionalismo conservatore.

## Biografia
Russel Kirk nacque a Plymouth, nel Michigan, figlio di Russell Andrew Kirk, un ingegnere ferroviario, e di Marjorie Pierce Kirk. Ottenne il baccalaureato alla Michigan State University e un master alla Duke University. Durante la seconda guerra mondiale servì il suo paese nelle forze armate, intrattenendo una fitta corrispondenza con la scrittrice libertariana Isabel Paterson, che lo aiutò a formarsi politicamente. Dopo la guerra frequentò la University of St. Andrews, in Scozia, Nel 1953 divenne il primo americano ad aver ottenuto il dottorato in lettere presso quell'università.
Kirk stilò un programma per i conservatori nel dopoguerra, avvertendoli: "Una manciata di individui, alcuni dei quali piuttosto non avvezzi a responsabilità morali, hanno deciso di estirpare le popolazioni di Hiroshima e Nagasaki; dobbiamo fare nostra l'attività di ridurre tali decisioni affrettate".
Una volta terminati gli studi Kirk ottenne una cattedra nella sua stessa università, la Michigan. Rassegnò le sue dimissioni nel 1959, una volta essersi disilluso dagli standard universitari in uso, rapida crescita degli studenti, e la troppa enfasi nell'intercollegialità tra l'atletica e gli esercizi fisici a discapito delle tradizionali arti liberali. Si riferì dopo quei provvedimenti all'università dandole gli appellativi di "Cow College" o "Behemoth University". Più tardi scrisse dei sociologi e politologi dell'università riferendosi ad essi come appartenenti alla "razza dei cani ottusi". Successivamente insegnò per un semestre allo Hillsdale College dove fu Distinguished Visiting Professor of Humanities. Kirk pubblicò frequentemente in due giornali conservatori di cui favorì la conoscenza: il National Review nel 1955 e il Modern Age nel 1957. Fu editore del secondo tra il 1957 ed il 1959.
Dopo aver lasciato la Michigan University, ritornò alla sua casa d'origine, a Mecosta, dove scrisse molti libri, articoli accademici, conferenze ed un nuovo giornale che gestì per 13 anni e grazie al quale esercitò la sua influenza sulla vita politica ed intellettuale dell'America.
Nel 1963 si convertì al Cattolicesimo e sposò Annette Courtemanche, dalla quale ebbe quattro figlie. Kirk e sua moglie divennero noti per la loro ospitalità, accogliendo molti e differenziati politici, filosofi e letterati nella loro casa di Mecosta (chiamata "Piety Hill"), e dando sostegno a rifugiati politici e vagabondi. La loro casa divenne una sorta di "sito" del pensiero conservatore e meta di studenti universitari. Piety Hill ora ospita il Russell Kirk Center for Cultural Renewal.
Kirk, nella sua vita, si rifiutò sempre di guidare le automobili, definendole "Giacobine meccaniche" e non volle mai saperne di televisioni o di quelli che chiamava "computer elettronici".
Kirk non ha sempre mantenuto lo stereotipo del "voto conservatore". Di fronte all'indecisione tra Franklin Delano Roosevelt e Thomas Dewey, nel 1944, disse di aver votato alla fine per Norman Thomas, il candidato del Socialist Party. Alle elezioni presidenziali del 1976 votò per Eugene McCarthy.
Nel 1989 fu insignito della Presidential Citizens Medal dal Presidente degli Stati Uniti d'America Ronald Reagan.

## Pensiero

### The Conservative Mind

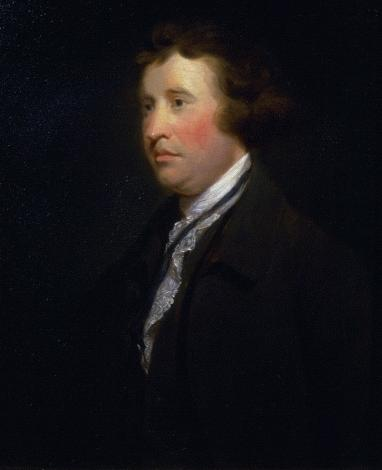
Un ritratto di Edmund Burke

The Conservative Mind: from Burke to Santayana, la versione pubblicata della dissertazione dottorale di Kirk contribuì materialmente alla rinascita filosofico della figura di Edmund Burke nel XX secolo. Portò altresì l'attenzione a:
- Statisti conservatori come John Adams, Alexander Hamilton, Fisher Ames, George Canning, John C. Calhoun, John Randolph of Roanoke, Joseph de Maistre, Benjamin Disraeli e Arthur Balfour
- Implicazioni conservatrici in autori come Samuel Taylor Coleridge, Sir Walter Scott, Alexis de Tocqueville, James Fenimore Cooper, Nathaniel Hawthorne, James Russell Lowell, George Gissing, George Santayana, Robert Frost, and T. S. Eliot
- Autori britannici e statunitensi come Fisher Ames, John Randolph of Roanoke, Orestes Brownson, John Henry Newman, Walter Bagehot, Henry James Sumner Maine, William Edward Hartpole Lecky, Edwin Lawrence Godkin, William Hurrell Mallock, Leslie Stephen, Albert Venn Dicey, Robert Nisbet, Paul Elmer More, and Irving Babbitt

Non tutti convennero con Kirk riguardo all'eredità e alla tradizione conservatrice. Per esempio, Harry Jaffa, studente di Leo Strauss, scrisse: "Kirk fu solo un povero studioso di Burke. L'attacco di Burke su un ragionamento metafisico è basato solo sul tentativo della filosofia moderna di eliminare il dubbio scettico dalla propria sede e quindi dalle proprie conclusioni".
Russello (2004), sostiene che Kirk adattò quello che il pensatore cattolico del XIX secolo, Orestes Brownson, chiamò "democrazia territoriale", per articolare una versione di federalismo basato su premesse che differiscono in parte da quello pensato dai Padri Fondatori e altri conservatori. Kirk pensò che la democrazia territoriale avrebbe potuto riconciliare le tensioni fra i vari stati, trattati come mere province di un governo centrale, considerandoli come unità politiche indipendente ed autonome da Washington. Infine la democrazia territoriale permise a Kirk di impostare una teoria dei diritti individuali basata sulle particolari circostanze storiche degli Stati Uniti d'America, rifiutando una concezione universalistica degli stessi.

### Principi
Kirk sviluppò sei canoni del conservatorismo, che Russello descrisse come segue:
1. Un credo in un ordine trascendente, che Kirk descrisse variamente come basato sulle tradizioni, rivelazione divina o legge naturale.
2. Un affetto per la "varietà ed il mistero" dell'esistenza umana
3. Una convinzione che la società richiede ordini e classi per enfatizzare le distinzioni naturali
4. Il credo che la proprietà privata e la libertà siano strettamente connessi
5. La fede nei costumi, le prescrizioni
6. Il riconoscimento che l'innovazione debba essere legata alle tradizioni e ai costumi, il che comporta il rispetto per la virtù politica della prudenza

Kirk disse che la Cristianità e la Civiltà occidentale sono "inimmaginabilmente legate l'una all'altra" e che "tutte le culture sorgono dalla religione". Disse anche: "Quando la fede nella religione decade, la cultura deve decadere, anche se spesso sembrava prosperare in uno spazio senza quella stessa religione che lo ha nutrito, e affonda nell'incredulità".

## Kirk ed il Libertarianismo
Kirk basò il suo conservatorismo "alla Edmund Burke" nella tradizione, filosofia politica, belle-lettre, ed una forte fede religiosa, specialmente negli ultimi anni della sua vita, invece che sul libertarianismo e sull'economia libera di mercato. The Conservative Mind a malapena, infatti, cita questioni che riguardano l'economia.
In un saggio polemico Kirk, citando T.S. Eliot, apostrofò i libertariani come "settari cinguettanti", aggiungendo che essi ed i conservatori non hanno nulla in comune (nonostante la sua precedente corrispondenza con la libertariana Paterson). Definì il movimento libertariano come "una cricca ideologica suddivisa in sette sempre più piccole e più strane, raramente accomunate fra loro". Disse che esiste una linea di demarcazione fra "una certa sorta di ordine morale trascendente" e "utilitaristi che non ammettono sanzioni trascendenti", includendo in quest'ultima categoria i libertariani. Kirk quindi mise in discussione il "Fusionismo" tra libertariani e conservatori tradizionalisti che segnò gran parte del Conservatorismo americano del dopoguerra.
La visione di Kirk riguardo al "liberalismo classico" è positiva. È infatti d'accordo con questo movimento riguardo, ad esempio, alla "libertà nell'ordine", quando si fa riferimento alla "comune causa con i conservatori regolari contro la minaccia del dispotismo democratico e del collettivismo economico".
Tibor R. Machan difese il Libertarianismo in contrapposizione alle tesi di Kirk, affermando che il diritto alla sovranità individuale è forse più importante della conservazione dell'eredità politica americana, e che quando i conservatori stessi parlano di conservare la tradizione, non possono allo stesso tempo proclamare una sfiducia irrispettosa delle individuali menti umane e del razionalismo stesso.

## Kirk ed il Neoconservatorismo
Negli ultimi anni della sua vita crebbe in Kirk una forte disillusione dai neoconservatori. Il 15 dicembre del 1988, tenne una conferenza presso la Heritage Foundation, intitolata "I neoconservatori: una specie in pericolo". Scott Richert così la descrisse:
Una linea ha contribuito a definire la lotta emergente tra neoconservatori e paleoconservatori. "Non così di rado come sembrava", dichiarò Kirk, "alcuni neoconservatori scambiavano Tel Aviv con la capitale degli Stati Uniti d'America". Pochi anni dopo in un altro discorso, Kirk ripeté la stessa linea. Sulla scia della Guerra del Golfo, alla quale si era opposto, capì chiaramente che quelle parole avevano un sempre maggior significato.
Russell Kirk definì anche i conservatori come "spesso intelligenti ma mai saggi".
Samuel T. Francis definì il commento di Kirk come "una battuta sulle pedisseque simpatie pro-israeliane dei neoconservatori".

## Kirk e la Guerra del Golfo

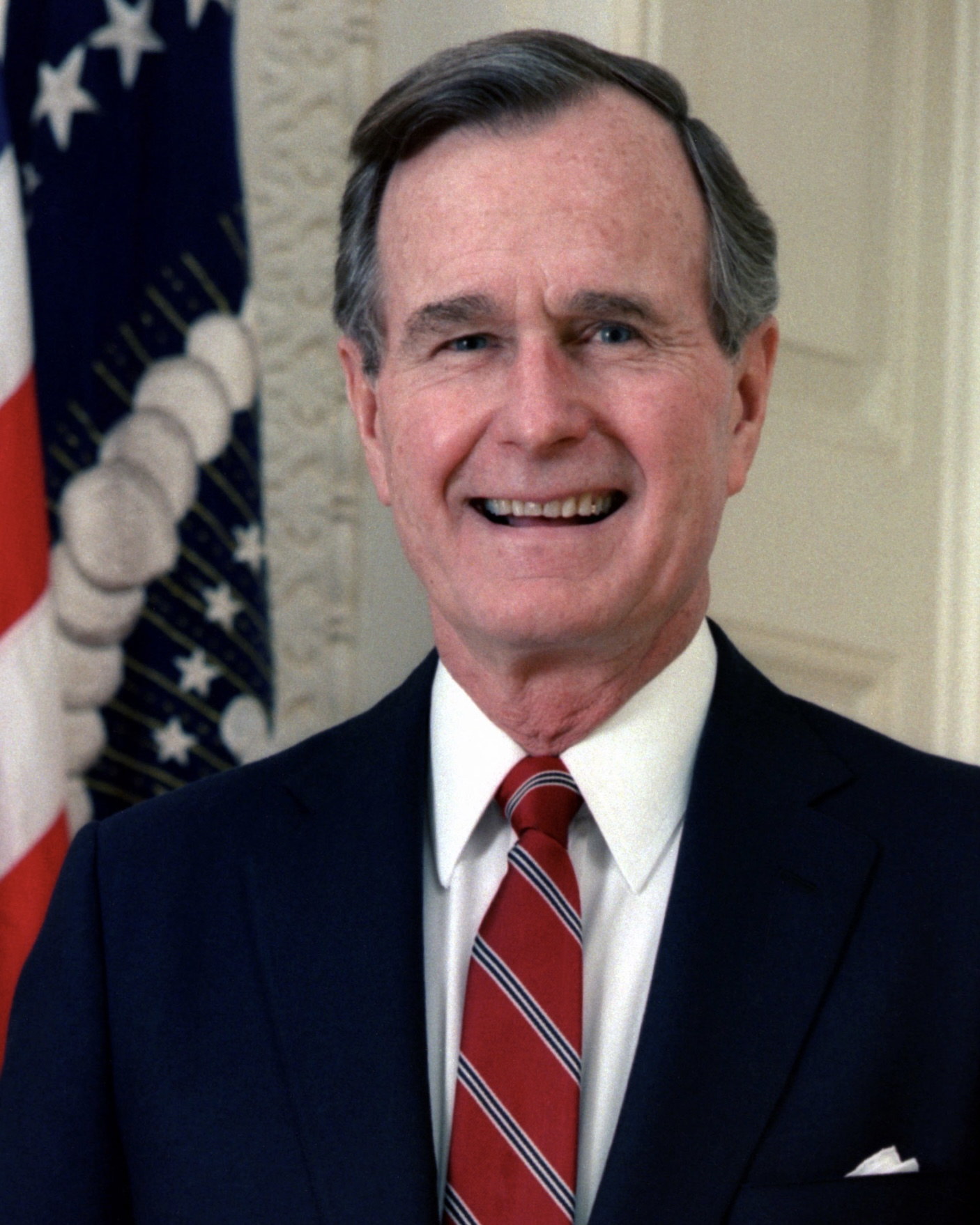
Il 41º Presidente degli Stati Uniti d'America (1989-1993), George H.W. Bush

Verso la fine della sua vita, Russell Kirk fu molto critico riguardo al militarismo del Partito Repubblicano. Il Presidente Bush senior, secondo lui, aveva intrapreso un "corso d'intervento radicale nella zona del Golfo Persico".
Ecco alcuni estratti di alcune conferenze della Heritage Foundation (1992):
"I Presidenti Wilson, Roosevelt e Johnson furono entusiasti per la dominazione mondiale degli USA. Ora George Bush sembra voler emulare questi eminenti Democratici. Quando i repubblicani, una volta, nominarono per la presidenza un candidato "one world", Wendell Willkie, furono tristemente sconfitti. In generale i Repubblicani, attraverso il XX secolo, furono prudenti e moderati riguardo agli affari della politica estera"
"A meno che l'amministrazione Bush inverta improvvisamente il corso fiscale e militare, io credo che il Partito Repubblicano finirà per perdere la sua buona e vecchia reputazione di frugalità e diventare il partito della spesa dissoluta, "burro e pistole". L'opinione pubblica non lo sopporterà a lungo. E nemmeno l'influenza mondiale dell'America o la sua prosperità"
"I Presidenti degli Stati Uniti d'America non dovrebbero essere incoraggiati dal fare la Guerra Perpetua in vista della Pace Perpetua e neanche fantasticare che possano stabilire il Nuovo ordine mondiale eliminando i nemici. Nel II secolo A.C., i Romani liberarono generosamente le città-stato greche dal giogo della Macedonia. Ma non passò molto tempo prima che i Romani abbiano ritenuto necessario imporre a quei Greci litigiosi un dominio più soffocante, per la libertà ellenica e la cultura, di quanto lo siano stati i Macedoni stessi. È un dovere per il Congresso degli Stati Uniti d'America vigilare che i grandi Cesari americani non facciano allo stesso modo"